# پروخلاندی
شهر پروخلاندی (به روسی: Прохладный) در کشور روسیه و در جمهوری کاباردینو-بالکاریا واقع شده‌است.